# Dietmar Bletsch
Dietmar Bletsch (* 18. Juni 1964) ist ein ehemaliger deutscher Fußballspieler, der von 1983 bis 1991 in der DDR-Oberliga und 1991/92 der 2. Fußball-Bundesliga aktiv war. Er ist zehnfacher DDR-Juniorennationalspieler und wurde später Fußballtrainer. Er ist seit 2013 Fußballtrainer beim brandenburgischen Verbandsligisten MSV Neuruppin.

## Laufbahn als Fußballspieler
Als 14-Jähriger kam Bletsch 1978 zur Jugendmannschaft des FC Karl-Marx-Stadt. Bis 1982 durchlief er beim FCK alle Nachwuchsmannschaften und bestritt als Juniorenspieler zwischen 1982 und 1983 zehn Juniorenländerspiele. Am 26. November 1983 bestritt der 1,75 m große Bletsch als Einwechselspieler sein erstes Spiel in der Oberliga, der höchsten Spielklasse der DDR. Bis zum Saisonende folgten weitere fünf Einsätze als Einwechsler. Für die Spielzeit 1984/85 wurde er zwar offiziell für die Oberliga nominiert, stand jedoch nur fünfmal in der Startelf, daneben war er zehnmal Ersatzspieler. Am 4. Mai 1985 schoss er in der Begegnung Motor Suhl – FCK (1:5) sein erstes Oberligator. Bis zur Saison 1986/87 kam Bletsch über den Status eines Ersatzspielers nicht hinaus. Den Durchbruch schaffte er erst 1987/88, als er hauptsächlich im Mittelfeld eingesetzt, 18 der 26 Punktspiele bestritt. Trotzdem wurde er am Saisonende nach insgesamt 56 Punktspieleinsätzen mit vier Toren ausdelegiert und musste seine Karriere beim Zweitligisten Motor „Fritz Heckert“ Karl-Marx-Stadt fortsetzen. Dort war er sofort Stammspieler, bestritt 31 der 34 Punktspiele und erzielte dabei fünf Tore.
Anschließend kehrte Bletsch in die Oberliga zurück und spielte zunächst für die Betriebssportgemeinschaft Stahl Brandenburg. In seiner ersten Brandenburger Saison 1989/90 kam er 22-mal zum Einsatz, wobei er in 16 Spielen in der Startelf stand und vier Tore erzielte. In der folgenden Saison, in der die Brandenburger nach der deutschen Wiedervereinigung und Aufnahme in den DFB als BSV Stahl antraten, gehörte er nicht zur Stammmannschaft, er bestritt nur acht Punktspiele und schoss nur ein Tor. Als Tabellenachter nahm der BSV erfolgreich an der Qualifikationsrunde zur 2. Fußball-Bundesliga teil, Bletsch war von den sechs Begegnungen an einem Spiel beteiligt. In der Zweitligasaison 1991/92 kam er bei 32 Punktspielen in 26 Begegnungen zum Einsatz, dabei stand er 22-mal in der Startelf, schoss drei Tore. Hinzu kam ein Spiel (1 Tor) im DFB-Pokal, das der BSV mit 1:3 i. E. beim Greifswalder SC verlor. Der BSV beendete die Saison als Absteiger. Bletsch spielte für den BSV noch zwei Spielzeiten in der drittklassigen Fußball-Oberliga Nordost. Während sich der BSV zur Saison 1994/95 für die neue drittklassige Regionalliga qualifizierte, wechselte Bletsch zum SV Schwarz-Rot Neustadt (Dosse) in die nunmehr viertklassige Oberliga Nord-Ost. 1996 stieg er mit den Neustädtern in die Brandenburg-Liga ab. 2001 tauchte Bletsch noch einmal für zwei Spielzeiten mit dem MSV Neuruppin in der Oberliga auf.

## Trainerlaufbahn
Bletsch, der 1988 ein Studium zum Diplom-Sportlehrer erfolgreich abgeschlossen hatte, verfügt über die A-Trainerlizenz. Im Jahr 2000 wurde er zunächst Spielertrainer bei den Prignitzer Kuckuck Kickers. Unter seiner Leitung stieg die Mannschaft innerhalb von sieben Jahren von der 2. Kreisklasse bis in die fünftklassige Brandenburg-Liga auf. Nachdem sich der Verein 2008 von Bletsch getrennt hatte, betrieb er im DFB-Stützpunkt Neuruppin Jugendarbeit. Am 1. Juli 2013 übernahm er in der Brandenburg-Liga den Trainerposten beim MSV Neuruppin.